# Storfibblebi
Storfibblebi, Panurgus banksianus, är ett bi i släktet fibblebin.

## Beskrivning
Storfibblebiet är ett avlångt grävbi med blank, svart grundfärg och gles, svart behåring med undantag av benen, något som framför allt märks på honan, som har brunorange polleninsamlingshår på bakbenen. Kroppslängden är 10 till 13 mm.

## Ekologi
Arten föredrar gräsmarker på sandjord eller blandad sand- och lerjord. Speciellt lågutnyttjade betesmarker och trädesåkrar med liten eller ingen gödsling föredras. Arten kan även påträffas i andra sandområden som sandtag, obelagda vägar samt i ruderatmarker som skjutbanor, militära övningsfält, flygfält med mera. Storfibblebiet, som flyger i juni till augusti, är oligolektiskt för pollen på korgblommiga växter, det vill säga honan samlar pollen enbart från växter ur den familjen, bland annat fibblor som lejonfibblor, hökfibblor, rosettfibblor, strävfibblor samt cikorior. I Alperna kan biet gå upp till 2 000 m höjd. Hanarna söker oparade honor dels bland bona, dels bland de växter som tjänar som pollenkällor åt honorna. Det förekommer att de övernattar inuti gula korgblommiga växter, särskilt hökfibblor, där de är skyddade när blomman sluter sig för natten.

### Fortplantning
Honan gräver ett bo på öppen mark, gärna på hårt packad jord som gångstigar, hjulspår eller obelagda vägar, ofta på slät mark. Det förekommer att flera honor anlägger sina bon intill varandra, i större eller mindre kolonier. Boet består av en U-formad gång, omkring 30 cm lång, som når ytan i båda ändrar. Den ena delen av gången fylls igen med utgrävd jord, så att en blindgång bildas. På botten av den U-formade gången gräver honan en vertikal gång, med larvceller i sidogångar. Dessa celler fylls med näring i form av pollen och med ett ägg vardera. Övervintringen sker som passiv vilolarv.
Kring blindgångens öppning lämnas en kulle av utgrävd jord kvar, vilken lurar vissa parasiter att lägga sina ägg där, i stället för i den riktiga ingången (som saknar någon jordkulle). Gökbiet ölandsgökbi (Nomada similis) låter dock inte lura sig, det händer att dess hona lägger ägg i larvcellerna. Den resulterande larven dödar värdägget eller -larven, och lever sedan av den insamlade näringen.

## Utbredning
Storfibblebiet finns i Europa från Spanien till England (södra Yorkshire) och Wales, norrut till Sverige, samt österut till Turkiet och Uralbergen.
I Sverige finns arten i den södra delen av landet upp till Värmland, inklusive Öland men exklusive Gotland och Mälarlandskapen. Utbredningsområdet har flera luckor, och arten minskar, särskilt på Öland och de norra delarna av utbredningsområdet. Arten är därför rödlistad som sårbar ("VU"). De främsta orsakerna är ökad gödsling av förekomstlokalerna, ökat skogsbruk, ökad användning av bekämpningsmedel, samt markbearbetning som klippning under artens parningstid.
I Finland saknas arten helt.